# 王惠貞
王惠貞，GBS，JP，中共政治人物，香港企業家，潮陽人。

## 生平
在英國曼徹斯特大學畢業，獲管理學(榮譽)學士學位，繼而於1986年在同校修畢碩士課程。她畢業後投身金融行業，入職中國銀行其後任王新興有限公司董事總經理、萬菱實業（廣東）有限公司執行董事、第十一屆全國政協委員、第十二屆全國政協委員、第十三屆全國政協委員、第十四屆全國政協常務委員、全國政協提案委員會副主任、中華全國婦女聯會執委、工業貿易諮詢委員會委員等。
家族的王新興有限公司涉足中、港地產投資、零售、製衣、實業投資。